# Ligue pour la Quatrième Internationale

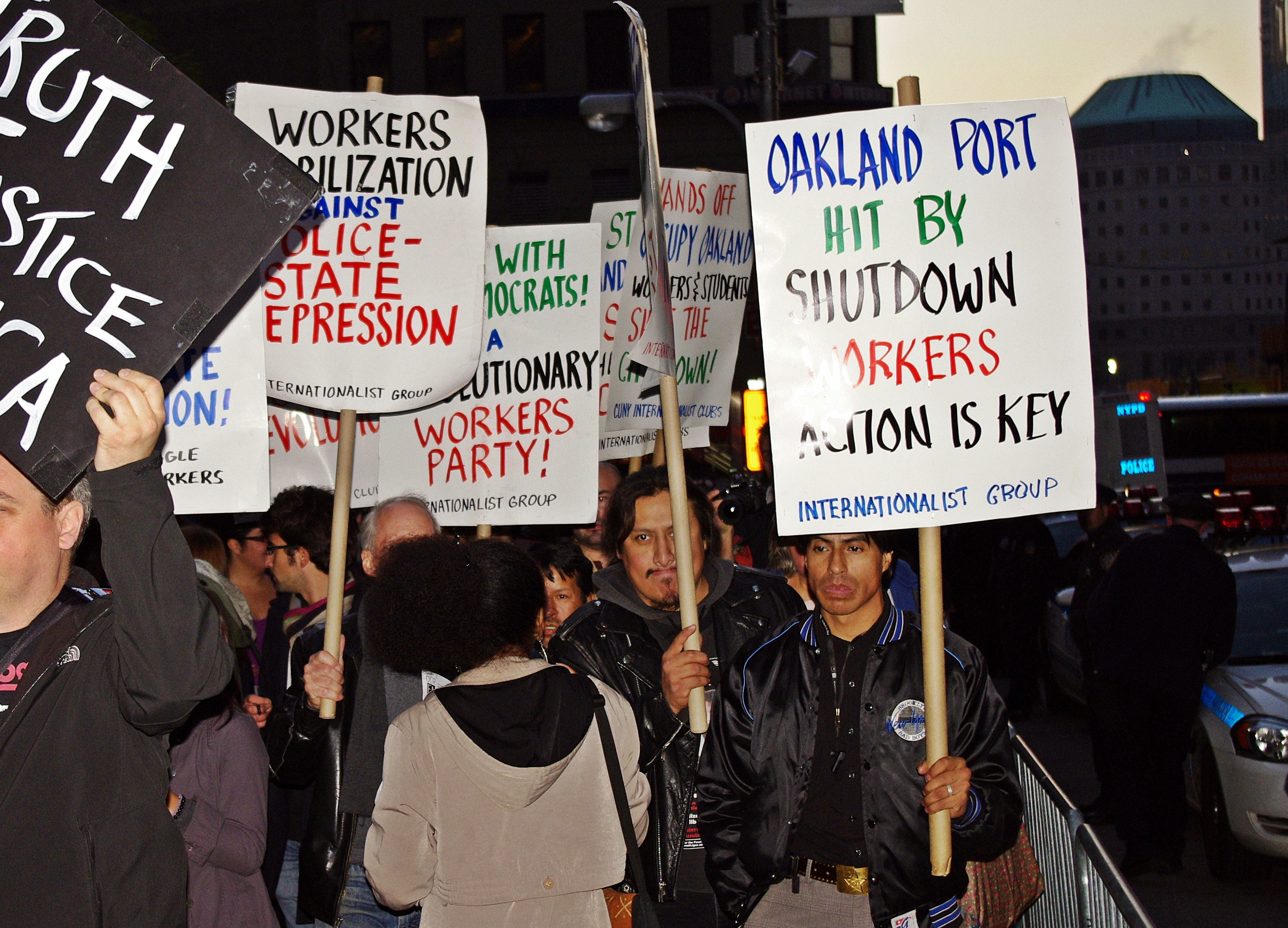
Les membres du Groupe Internationaliste marchant lors d'Occupy Wall Street

La Ligue pour la Quatrième Internationale (LQI) est une internationale trotskyste, dont la section la plus notables est le Groupe Internationaliste (Internationalist Group/Grupo Internacionalista) aux États-Unis[réf. nécessaire]. Il a d'autres sections au Mexique, au Brésil, en Italie et en Allemagne. La plupart de ces groupe sont petits et basés au plus dans une ou deux villes,. Comme d'autres groupes trotskistes, l'Internationale se bat pour la « révolution socialiste internationale, la conquête du pouvoir par la classe ouvrière, dirigée par son parti léniniste ».

## Histoire
Dirigée par Jan Norden, elle a été formée par des membres de la Ligue Spartaciste et du Grupo Espartaquista de México, expulsés de leurs organisations et de leur internationale, la Ligue communiste internationale (quatrième internationaliste) le 8 juin 1996, formant le Groupe Internationaliste. En outre, le nouveau Groupe Internationaliste avaient des liens avec la Liga Quarta-Internacionalista do Brasil, qui avait développer des relations fraternelles avec la Spartacist League. La Liga Quarta-Internacionalista do Brasil, à la suite de la rupture de ses relations fraternelles avec les spartacistes, a signé avec le Groupe Internationaliste leur “Déclaration Commune d'Engagement pour Reforger la Quatrième Internationale.”
Au début de 1998, la LCI a expulsé de la Ligue Trotskyste de France la Fraction Révolution Permanente, et, dans le même temps, déclaré que la déclaration principale du programme fondateur de la Quatrième Internationale avait été remplacée.
En avril de cette année, le Groupe Internationaliste, la Liga Quarta-Internacionalista do Brasil et la Fraction Révolution Permanente ont formé la Ligue pour la Quatrième Internationale, dont la déclaration de fondation a été « Reforger la Quatrième Internationale » (6 avril 1998). En 2004, le seul membre de la section hollandaise a quitté l'internationale pour entrer dans la Tendance bolchevik internationale.

## Actions
La figure de proue du mouvement est Jan Norden, ancien rédacteur en chef du journal de la Spartacist League, Workers Vanguard, et fondateur de la section américaine de la LQI, le Groupe Internationaliste. Leur journal de langue anglaise est appelé L'Internationaliste.